# Municipio de South Fillmore
El municipio de South Fillmore (en inglés: South Fillmore Township) es un municipio ubicado en el condado de Montgomery en el estado estadounidense de Illinois. En el año 2010 tenía una población de 244 habitantes y una densidad poblacional de 3,91 personas por km².

## Geografía
El municipio de South Fillmore se encuentra ubicado en las coordenadas 39°3′26″N 89°18′23″O / 39.05722, -89.30639. Según la Oficina del Censo de los Estados Unidos, el municipio tiene una superficie total de 62.47 km², de la cual 62,47 km² corresponden a tierra firme y (0 %) 0 km² es agua.

## Demografía
Según el censo de 2010, había 244 personas residiendo en el municipio de South Fillmore. La densidad de población era de 3,91 hab./km². De los 244 habitantes, el municipio de South Fillmore estaba compuesto por el 99,59 % blancos, el 0,41 % eran de otras razas. Del total de la población el 0,82 % eran hispanos o latinos de cualquier raza.